# Heterogomphus achilles
Heterogomphus achilles är en skalbaggsart som beskrevs av Hermann Burmeister 1847. Heterogomphus achilles ingår i släktet Heterogomphus och familjen Dynastidae. Inga underarter finns listade i Catalogue of Life.